# Globe de cristal (biathlon)
Pour les articles homonymes, voir Globe de cristal.
Le globe de cristal est un trophée annuel décerné en biathlon aux vainqueurs de classement général de Coupe du monde et de l'IBU Cup, compétition de niveau inférieur. Il récompense les biathlètes qui totalisent le plus grand nombre de points au classement général à la fin de chaque saison. 
Plusieurs globes de cristal sont attribués en fin de saison (habituellement remis après la dernière course), suivant les catégories (hommes, femmes, disciplines). Le trophée le plus important est le « gros globe » de cristal qui récompense donc le vainqueur (chez les hommes et chez les femmes) du classement général de la Coupe du monde et de l'IBU Cup. Les autres globes de cristal sont appelés « petit globe » et sont décernés aux gagnants des classements généraux particuliers des différentes disciplines du biathlon : le sprint, la poursuite, l'individuel et la mass start (épreuves individuelles), et les relais (hommes, femmes et mixte). Un petit globe récompense également les vainqueurs du classement général par équipes (Coupe des nations, hommes et femmes).

## Records

### Gros globe de cristal

#### Classement général de la Coupe du monde
- 7 gros globes de cristal :  Martin Fourcade (hommes)
- 6 gros globes de cristal :  Magdalena Forsberg (femmes)

### Petit globe de cristal

#### Classement général de l'individuel
- 5 petits globes de cristal :  Martin Fourcade (hommes)
- 4 petits globes de cristal :  Magdalena Forsberg (femmes)

#### Classement général du sprint
- 8 petits globes de cristal :  Ole Einar Bjørndalen et  Martin Fourcade (hommes)
- 5 petits globes de cristal :  Magdalena Forsberg (femmes)

#### Classement général de la poursuite
- 8 petits globes de cristal :  Martin Fourcade (hommes)
- 6 petits globes de cristal :  Magdalena Forsberg (femmes)

#### Classement général de la mass-start
- 5 petits globes de cristal :  Ole Einar Bjørndalen et  Martin Fourcade (hommes)
- 3 petits globes de cristal :  Darya Domracheva (femmes)

#### Classement général du relais
- 17 petits globes de cristal :  Norvège (hommes)
- 9 petits globes de cristal :  Allemagne (femmes)
- 9 petits globes de cristal :  Norvège (mixte)

#### Classement général de la Coupe des nations
- 20 petits globes de cristal :  Norvège (hommes)
- 18 petits globes de cristal :  Allemagne (femmes)

à jour à l'issue de la saison 2023-2024